# ISO 3166-2:SD
ISO 3166-2:SD is een ISO-standaard met betrekking tot de zogenaamde geocodes. Het is een subset van de ISO 3166-2 tabel, die specifiek betrekking heeft op Soedan.
De gegevens werden tot op 26 november 2018 geüpdatet op het ISO Online Browsing Platform (OBP). Hier worden 18 staten - state (en) / État (fr) / wilayah (ar) – gedefinieerd.
Volgens de eerste set, ISO 3166-1, staat SD voor Soedan, het tweede gedeelte is een tweeletterig nummer.

## Codes
| Code  | Arabisch         | Engels         |
| ----- | ---------------- | -------------- |
| SD-RS | Al Baḩr al Aḩmar | Red Sea        |
| SD-GZ | Al Jazīrah       | Gezira         |
| SD-KH | Al Kharţūm       | Khartoum       |
| SD-GD | Al Qaḑārif       | Gedaref        |
| SD-NW | An Nīl al Abyaḑ  | White Nile     |
| SD-NB | An Nīl al Azraq  | Blue Nile      |
| SD-NO | Ash Shamālīyah   | Northern       |
| SD-DW | Gharb Dārfūr     | West Darfur    |
| SD-GK | Gharb Kurdufān   | West Kordofan  |
| SD-DS | Janūb Dārfūr     | South Darfur   |
| SD-KS | Janūb Kurdufān   | South Kordofan |
| SD-KA | Kassalā          | Kassala        |
| SD-NR | Nahr an Nīl      | River Nile     |
| SD-DN | Shamāl Dārfūr    | North Darfur   |
| SD-DE | Oost-Darfoer     | East Darfur    |
| SD-KN | Shamāl Kurdufān  | North Kordofan |
| SD-SI | Sinnār           | Sennar         |
| SD-DC | Zalingei         | Central Darfur |